# 江～公主們的戰國～
江～公主們的戰國～（日语：／ Gō Himetachi no Sengoku ?）是NHK大河劇第50部作品，於2011年1月9日—2011年11月27日間每星期日下午8時（JST）在NHK綜合頻道播出。劇本由田渕久美子編寫，音樂製作為吉俣良，上野樹里主演。全劇共46集。

## 概要
2009年6月17日最初制作發表。由2008年篤姬的編劇田淵久美子原創故事。一度傳出由其兄長代筆編寫劇本。
本劇以在眾多戰國作品中多次登場的江戶幕府第2代将軍德川秀忠的正室江為主角，描寫她的一生。
2010年1月26日公佈主角江由上野樹里飾演。

## 故事大綱
江的母親為信長之妹・市。江作為日本史上最有名的淺井三姊妹中的幼妹出生，後成為幕府第二代將軍德川秀忠正室，女兒嫁予天皇成為中宮、長子為第三代將軍。
然而江的一生都相當苦亂波瀾。經過二次城陷而父母雙亡，被當時擁有絕對權力的舅舅織田信長、豐臣秀吉和德川家康翻弄其人生，更有著三次的婚姻。最後，更與大姊・淀為了爭奪天下而互相敵對。
深知戰國之世痛苦的江，不斷為天下太平而祈願著，最終於江戶城建立大奧。奠定了其後二百多年、和平繁榮的江戶時代基礎。

## 登場人物

### 主角與其家族

#### 淺井三姊妹
| 角色                                                       | 演員                                         | 介紹                                                               |
| 江（ごう）（1573年－1626年11月3日）                        | 上野樹里                                     | 三女。後來成為德川秀忠之正室（繼室），三代將軍德川家光之母。       |
| 茶茶（淀）（ちゃちゃ / よど） （1567年－1615年6月4日）     | 宮泽理惠 幼少期：芦田愛菜 幼兒期：吉田明花音 | 長女，江之大姊。後來成為豐臣秀吉之側室，豐臣秀賴之母。             |
| 初→常高院（はつ→じょうこういん） （1570年－1633年9月30日） | 水川麻美 幼少期：奧田伊呂波                  | 次女，江之二姊。後來成為京極高次之正室。京極高次死後改名為常高院。 |

### 父母與淺井家
| 角色                                                                      | 演員       | 介紹 |
| 浅井長政（あざい ながまさ）（茶茶、初、江之父） （1545年－1573年9月26日） | 時任三郎   | 三姊妹之父，近江國大名。後城陷而自殺。 |
| 市（おいちのかた）（茶茶、初、江之母） （1547年－1583年6月14日）          | 鈴木保奈美 | 三姊妹之母，織田信長之妹，淺井長政正室。本能寺之變（1582年6月21日）後改嫁給柴田勝家（1522年－1583年6月14日）。對三姊妹的一生有著重要影響。 （12年引退生涯後，鈴木保奈美在本劇復出，並兼任本劇旁白） |
| 浅井久政（あざい ひさまさ）                                               | 寺田農     | 淺井長政之父，三姊妹之祖父。（寺田农于1992年的大河剧《信长 KING OF ZIPANGU》演过此角色。） |
| 赤尾清綱（あかお きよつな）                                               | 油井昌由樹 | 淺井家家臣。 |

### 侍女們
| 角色                                   | 演員       | 介紹                                                               |
| 須磨（すま）                           | 左時枝     | 市的奶娘。                                                         |
| 阿芳→民部卿局（ヨシ→みんぶきょつぼね） | 宮地雅子   | 江的奶娘，隨江嫁入德川家。德川秀忠就任將軍時，改名為民部卿局。     |
| 阿崎→大蔵卿局（さき→おくぁきょつぼね） | 伊佐山博子 | 茶茶的奶娘，大坂夏之陣，豐臣政權滅亡，隨豐臣秀賴、茶茶（淀）自殺。 |
| 阿梅（ウメ）                           | 和泉ちぬ   | 初的奶娘，京極高次死後，隨初出家。                                 |

### 德川家

#### 德川一門
| 角色                                                       | 演員                                   | 介紹 |
| 德川家康（とくがわ いえやす）                              | 北大路欣也                             | 德川秀忠之父，江戶幕府初代將軍。（北大路欣也于1965年的《德川家康》，1992年的《德川家康 战国最后的胜利者》及2021年大河劇《直衝青天》演过该角色。） |
| 築山殿（つきやま）                                         | 麻乃佳世                               | 德川家康正室，德川信康之母。 |
| 德川秀忠（とくがわ ひでただ）                              | 向井理 幼少期：嘉數一星                | 德川家康三子，幼名為竹千代，江戶幕府第二代將軍，江之第三任丈夫。                                                                                  |
| 德川信康（とくがわ のぶやす）                              | 木村彰吾                               | 德川家康長子。 |
| 結城秀康（とくがわ ひでやす）                              | 前田健                                 | 德川家康次子，幼名為於義丸。 |
| 徳川竹千代/德川家光（とくがわ たけちよ→とくがわ いえみつ） | 木咲直人 少年期：水原光太 二歳：橋爪龍 | 德川秀忠與江的長子，江戶幕府第三代征夷大將軍。 |
| 徳川國松/德川忠長（とくがわ くにまつ→とくがわ ただなが）   | 今川智將 少年期：松島海斗              | 德川秀忠與江的次子。 |
| 千姬（せん）                                               | 忽那汐里 幼少期：蘆田愛菜              | 德川秀忠與江的女兒，秀賴正室。 |
| 珠姬（たま）                                               | 渡邊葵                                 | 德川秀忠與江的女兒，前田利常正室。 |
| 勝姬（かつ）                                               | 遠藤由美 幼少期：山岡愛姫              | 德川秀忠與江的女兒，松平忠直正室。 |
| 和姬→和子（まさ）                                          | 上白石萌音 幼少期：平澤宏々路          | 德川秀忠與江的女兒，後水尾天皇中宮。 |
| 鷹司孝子（たかこ）                                         | 葛西幸菜                               | 德川家光正室，前關白鷹司信房之女。 |

### 德川家家臣
| 角色                        | 演員     | 介紹           |
| 本多正信（ほんだまさのぶ）  | 草刈正雄 | 德川家康家臣。 |
| 本多忠勝（ほんだ ただかつ） | 苅谷俊介 | 德川家康家臣。 |
| 酒井忠次（さかい ただつぐ） | 櫻木健一 | 德川家康家臣。 |

### 大奧
| 角色                                 | 演員     | 介紹                                                                               |
| 阿福→春日局（ふく→かすが の つぼね） | 富田靖子 | 齋藤利三之女，德川家光的奶娘。後得到天皇賜號「春日局」，掌權大奧，奠定之後的制度。 |

### 豐臣家

#### 豐臣一門
| 角色                                                  | 演員                                         | 介紹                                                                                               |
| 豐臣秀吉（とよとみ ひでよし）                         | 岸谷五朗                                     | 原姓木下，通稱藤吉郎。為織田信長家臣，本能寺之變後統一天下，成為天下人。納茶茶為側室，有一子秀賴。 |
| 大政所（おおまんどころ）                              | 奈良冈朋子                                   | 豐臣秀吉之母，原名阿仲（なか）。                                                                   |
| 於寧→北政所→高台院（きた の まんどころ→こうだいいん） | 大竹忍                                       | 豐臣秀吉正室，原名於寧（おね）。                                                                   |
| 豐臣秀長（とよとみ ひでなが）                         | 袴田吉彦                                     | 豐臣秀吉之弟。                                                                                     |
| 豐臣秀次（とよとみ ひでつぐ）                         | 北村有起哉                                   | 豐臣秀吉之外甥、養子，關白。                                                                       |
| 豐臣秀勝（とよとみ ひでかつ）                         | AKIRA                                        | 豐臣秀吉之外甥、養子，秀次之弟，江之第二任丈夫。                                                   |
| 豐臣秀賴（ とよとみ ひでより）                        | 太賀                                         | 豐臣秀吉與茶茶的次子。                                                                             |
| 於智（とも）                                          | 阿知波悟美                                   | 豐臣秀吉之姊，豐臣秀次、秀勝之母。                                                                 |
| 於旭（あさひ）                                        | 廣岡由里子                                   | 豐臣秀吉之妹。被秀吉離婚，改嫁給德川家康。                                                         |
| 豐臣完子（とよとみ さだこ）                           | 山本舞香 幼少期1：栗本有規 幼少期2：伊東心愛 | 豐臣秀勝與江的女兒                                                                                 |

### 豐臣家家臣
| 角色                          | 演員       | 介紹                                                                                 |
| 石田三成（いしだ みつなり）   | 萩原聖人   | 豐臣家五奉行之一人。                                                                 |
| 黒田官兵衛（くろだ かんべえ） | 柴俊夫     | 豐臣秀吉之軍師。                                                                     |
| 大野治長（おおの はるなが）   | 武田真治   | 茶茶的奶娘阿崎之子，豐臣家臣，大坂夏之陣，豐臣政權滅亡，隨豐臣秀賴、茶茶（淀）自殺。 |
| 片桐且元（かたぎり かつもと） | 三田村邦彦 |                                                                                      |
| 福島正則（ふくしま まさのり） | 金山一彦   |                                                                                      |
| 加藤清正（かとう きよまさ）   | 横山一敏   |                                                                                      |

### 京極家
| 角色                            | 演員     | 介紹                                                       |
| 京極高次（きょうごく たかつぐ） | 齋藤工   | 三姊妹的表兄弟，京極龍子之弟，初之丈夫。                   |
| 京极龙子（きょうごく たつこ）   | 鈴木砂羽 | 三姊妹的表姊，京極高次之姊，後成為豐臣秀吉側室，松之丸殿。 |

### 織田家

#### 織田一門
| 角色                      | 演員                                  | 介紹                                                                         |
| 織田信長（おだ のぶなが） | 豐川悦司                              | 市之兄長，淀、初、江之舅父。尾張國大名、被稱作第六天魔王，後死於本能寺之變。 |
| 織田信忠（おだ のぶただ） | 谷田步                                | 織田信長嫡子。                                                               |
| 織田信雄（おだ のぶかつ） | 山崎裕太                              | 織田信長次子。                                                               |
| 織田信孝（おだ のぶたか） | 金井勇太                              | 織田信長三子。                                                               |
| 織田信包（おだ のぶかね） | 小林隆                                | 織田信長之弟，市之兄，三姊妹之舅父。                                         |
| 三法師（さんぼうし）      | 庄司龍成（第7回），西村亮海（第11回） | 織田信長之孫，信忠長子。                                                     |

### 柴田家・勝家派諸將
| 角色                          | 演員                  | 介紹                                                       |
| 柴田勝家（しばた かついえ）   | 大地康雄              | 織田信長重臣，頭號猛將。市之第二任丈夫，三姊妹之繼父。     |
| 佐久間盛政（さくま もりまさ） | 山田純大              | 織田信長家臣。                                             |
| 前田利家（まえだ としいえ）   | 和田啓作 晚年：大出俊 | 織田信長家臣，跟秀吉為好友。後成為豐臣政權下的五大老之一。 |
| 與助（よすけ）                | 大竹浩                | 北庄城的馬屋番。                                           |

### 明智‧細川家
| 角色                           | 演員     | 介紹                                                         |
| 明智光秀（あけち みつひで）    | 市村正親 | 足利家原家臣，細川迦羅奢之父。後引發本能寺之變。             |
| 細川たま（ほそかわ ガラシャ）  | Mimula   | 明智光秀之女，細川忠興正室，受洗後改名為迦羅奢（ガラシャ）。 |
| 斎藤利三（さいとう としみつ）  | 神尾佑   | 明智光秀家臣，春日局之父。                                   |
| 細川忠興（ほそかわ ただおき）  | 内倉憲二 | 細川迦羅奢之丈夫。                                           |
| 細川幽斎（ほそかわ ゆうさい）  | 小田豊   | 細川忠興之父，亦為著名歌人。                                 |
| 清原いと（きよはら マリア） － | 吉田羊   | 細川迦羅奢的侍女，後改名為瑪麗亞（マリア）。                 |
| 細川忠利（ほそかわ ただとし）  | 中川大志 | 細川忠興与迦羅奢之子。                                       |

### 森兄弟
| 角色                    | 演員     | 介紹                                             |
| 森蘭丸（もり らんまる） | 瀬戸康史 | 織田信長的側近小姓，森可成之子，坊丸、力丸之兄。 |
| 森坊丸（もり ぼうまる） | 染谷將太 | 織田信長的側近小姓，蘭丸之弟、力丸之兄。         |
| 森力丸（もり りきまる） | 阪本奨悟 | 織田信長的側近小姓，蘭丸、坊丸之弟。             |

### 其他織田家臣
| 角色                        | 演員     | 介紹                                     |
| 丹羽長秀（にわ ながひで）   | 江連健司 | 織田信長家臣。                           |
| 池田恒興（いけだ つねおき） | 武田義晴 | 織田信長家臣。                           |
| 佐佐成政（さっさ なりまさ） | 中原裕也 | 織田信長家臣。                           |
| 佐治一成（さじ かずなり）   | 平岳大   | 三姊妹的表兄弟，江之第一任丈夫。後離婚。 |

### 其他的武家
| 角色                          | 演員     | 介紹               |
| 足利義昭（あしかが よしあき） | 和泉元彌 | 室町幕府末代將軍。 |
| 朝倉義景（あさくら よしかげ） | 中山仁   | 越前國的大名。     |
| 武田勝賴（たけだ かつより）   | 久松信美 | 甲斐國的大名。     |

### 其他的人
| 角色                                               | 演員         | 介紹             |
| 廣庵（こうあん）                                   | 江藤漢齊     | 藥師。           |
| 千宗易→千利休（せん の そうえき→せん の りきゅう） | 石坂浩二     | 茶人，堺的豪商。 |
| 路易斯·弗洛伊斯 （ルイス・フロイス）               | Oziel Nozaki | 耶穌會傳教士。   |

## 制作团队
- 原著、剧本：田渕久美子（日语：田渕久美子）
- 音樂：吉俣良
- 主題音樂演奏：NHK交響樂團
- 主題音樂指揮：下野龍也
- 演奏：弦一徹樂隊
- 題字：菊池錦子
- 時代考証：小和田哲男（日语：:小和田哲男）
- 風俗考証：二木謙一
- 建築考証：平井聖
- 衣裳考証：小泉清子（日语：:小泉清子）
- 劇本協力：田淵高志
- 撮影協力：滋賀縣、大津市、甲賀市、高島市、長濱市、東近江市、彦根市、長野縣上田市、立科町、千曲市、長和町、山梨縣北杜市、栃木縣宇都宮市、上三川町、茨城縣高萩市、筑波未來市
- 資料提供：太田浩二
- 復元安土城監修：内藤昌（日语：:内藤昌）
- 復元安土城障壁画監修：平井良直
- 殺陣武術指導：林邦史朗
- 所作指導：西川箕乃助
- 茶道指導：小澤宗誠
- 制作统括：屋敷陽太郎、櫻井賢
- 旁白：鈴木保奈美
- 馬術指導：田中光法
- 書道指導：望月曉云
- 華道指導：海野美水
- 出產指導：大葉奈奈子（日语：:大葉ナナコ）
- 日本畫指導：川瀬伊人
- 朝鮮語指導：張銀英
- 能樂指導：山井綱雄
- 醫事指導：江崎俊彦
- 圍棋指導：桑本晋平
- 製片人：大杉太郎
- 副音聲解説：宗方脩
- 導演：伊勢田雅也

片頭
- 解說：井上二郎

江紀行
- 旁白：森田美由紀
- 演奏：吉俣良（鋼琴）×陳敏（二胡，第1回-第12回），纐纈步美（薩克斯風，第13回-）

## 放映紀錄
| 放送回                                                                                         | 放送日         | 日文標題   | 中文標題     | 導演       | 江~公主們的戰國~紀行                                                 | 收視率 |
| ---------------------------------------------------------------------------------------------- | -------------- | ---------- | ------------ | ---------- | -------------------------------------------------------------------- | ------ |
| 第1回                                                                                          | 2011年1月9日   | 湖国の姫   | 湖國公主     | 伊勢田雅也 | 小谷城跡（登山口）（滋賀縣長濱市）                                   | 21.7%  |
| 第2回                                                                                          | 2011年1月16日  | 父の仇     | 父親之仇     | 伊勢田雅也 | 伊勢上野城跡（三重縣津市）                                           | 22.1%  |
| 第3回                                                                                          | 2011年1月23日  | 信長の秘密 | 信長的秘密   | 伊勢田雅也 | 竹生島（滋賀縣長濱市）                                               | 22.6%  |
| 第4回                                                                                          | 2011年1月30日  | 本能寺へ   | 前往本能寺   | 伊勢田雅也 | 總見院（京都府京都市） 正倉院（奈良縣奈良市）                        | 21.5%  |
| 第5回                                                                                          | 2011年2月6日   | 本能寺の変 | 本能寺之變   | 伊勢田雅也 | 本能寺跡（京都府京都市）                                             | 22.0%  |
| 第6回                                                                                          | 2011年2月13日  | 光秀の天下 | 光秀的天下   | 伊勢田雅也 | 西教寺（滋賀縣大津市）                                               | 19.6%  |
| 第7回                                                                                          | 2011年2月20日  | 母の再婚   | 母親的再婚   | 野田雄介   | 清洲城（愛知縣清須市）                                               | 18.5%  |
| 第8回                                                                                          | 2011年2月27日  | 初めての父 | 初見父親     | 野田雄介   | 北之庄城址・柴田公園（福井縣福井市）                                 | 20.9%  |
| 第9回                                                                                          | 2011年3月6日   | 義父の涙   | 繼父之淚     | 野田雄介   | 賤ヶ岳古戰場（滋賀縣長濱市）                                         | 20.0%  |
| 第10回                                                                                         | 2011年3月20日  | わかれ     | 離別之時     | 野田雄介   | 北之庄西光寺（福井縣福井市）                                         | 16.9%  |
| 第11回                                                                                         | 2011年3月27日  | 猿の人質   | 猴子的人質   | 伊勢田雅也 | 田丸城址／松ヶ島城跡（三重縣玉城町）                                 | 15.7%  |
| 第12回                                                                                         | 2011年4月3日   | 茶々の反乱 | 茶茶的叛亂   | 伊勢田雅也 | 千利休屋敷跡（大阪府堺市） 待庵（京都府大山崎町）                    | 17.1%  |
| 第13回                                                                                         | 2011年4月10日  | 花嫁の決意 | 新娘的決意   | 野田雄介   | 大野城（愛知縣常滑市）                                               | 16.6%  |
| 第14回                                                                                         | 2011年4月17日  | 離縁せよ   | 離婚         | 野田雄介   | 佐屋三里之渡跡（愛知縣愛西市）                                       | 19.2%  |
| 第15回                                                                                         | 2011年4月24日  | 猿の正体   | 猴子的真面目 | 伊勢田雅也 | 大阪城跡（大阪城公園）（大阪府大阪市）                               | 18.0%  |
| 第16回                                                                                         | 2011年5月1日   | 関白秀吉   | 關白秀吉     | 伊勢田雅也 | 勝龍寺城公園（京都府長岡京市）細川ガラシャ隠棲地跡（京都府京丹後市） | 15.9%  |
| 第17回                                                                                         | 2011年5月8日   | 家康の花嫁 | 家康的新娘   | 吉田努     | 濱松城公園（靜岡縣濱松市）                                           | 20.7%  |
| 第18回                                                                                         | 2011年5月15日  | 戀しくて   | 愛慕         | 吉田努     | 大溝城跡（滋賀縣高島）                                               | 18.1%  |
| 第19回                                                                                         | 2011年5月22日  | 初の緣談   | 阿初的婚事   | 野田雄介   | 聚樂第跡（京都府京都市）                                             | 17.3%  |
| 第20回                                                                                         | 2011年5月29日  | 茶々の恋   | 茶茶的愛戀   | 野田雄介   | 北野天滿宮（京都府京都市）                                           | 19.0%  |
| 第21回                                                                                         | 2011年6月5日   | 豐臣の妻   | 豐臣之妻     | 伊勢田雅也 | 妙教寺（京都府京都市）                                               | 17.6%  |
| 第22回                                                                                         | 2011年6月12日  | 父母の肖像 | 父母的肖像   | 田中正     | 持明院（和歌山縣高野町）                                             | 18.3%  |
| 第23回                                                                                         | 2011年6月19日  | 人質秀忠   | 人質秀忠     | 伊勢田雅也 | 小田原城主城（神奈川縣小田原市）早雲寺（神奈川縣箱根町）             | 18.0%  |
| 第24回                                                                                         | 2011年6月26日  | 利休切腹   | 利休切腹     | 田中正     | 郡山城跡（奈良縣大和郡山市）                                         | 18.1%  |
| 第25回                                                                                         | 2011年7月3日   | 愛の嵐     | 愛的風暴     | 野田雄介   | 大德寺（京都府京都市）                                               | 16.3%  |
| 第26回                                                                                         | 2011年7月10日  | 母になる時 | 為母之時     | 野田雄介   | 岐阜城跡（金華山纜車站）（岐阜縣岐阜市）                             | 16.2%  |
| 第27回                                                                                         | 2011年7月17日  | 秀勝の遺言 | 秀勝的遺言   | 伊勢田雅也 | 八幡山城跡（八幡山纜車站）（滋賀縣近江八幡市）                       | 15.3%  |
| 第28回                                                                                         | 2011年7月24日  | 秀忠に嫁げ | 嫁與秀忠     | 伊勢田雅也 | 瑞泉寺（京都府京都市）                                               | 18.9%  |
| 第29回                                                                                         | 2011年7月31日  | 最悪の夫   | 最壞的丈夫   | 田中正     | 秀忠誕生の井戸（靜岡縣濱松市）                                       | 17.4%  |
| 第30回                                                                                         | 2011年8月7日   | 愛しき人   | 可愛之人     | 野田雄介   | 伏見城跡（伏見桃山陵）（京都府京都市）                               | 17.6%  |
| 第31回                                                                                         | 2011年8月14日  | 秀吉死す   | 秀吉死矣     | 清水拓哉   | 醍醐寺（京都府京都市）                                               | 13.1%  |
| 第32回                                                                                         | 2011年8月21日  | 江戸の鬼   | 江戶之鬼     | 伊勢田雅也 | 神田明神／魚河岸水神社 遥拝所（東京都千代田區）                      | 15.4%  |
| 第33回                                                                                         | 2011年8月28日  | 徳川の嫁   | 德川的新娘   | 田中正     | 佐和山城趾(佐和山山頂)（滋賀縣彦根市）                               | 15.6%  |
| 第34回                                                                                         | 2011年9月4日   | 姬の十字架 | 公主的十字架 | 野田雄介   | 越中井(細川屋敷跡)（大阪府大阪市）                                   | 17.8%  |
| 第35回                                                                                         | 2011年9月11日  | 幻の関ヶ原 | 虛幻的關原   | 伊勢田雅也 | 大津城跡（滋賀縣大津市）                                             | 15.4%  |
| 第36回                                                                                         | 2011年9月18日  | 男の覚悟   | 男人的覺悟   | 清水拓哉   | 關原之戰場 決戰地（岐阜縣關原町）                                    | 15.8%  |
| 第37回                                                                                         | 2011年9月25日  | 千姫の婚礼 | 千姫的婚禮   | 伊勢田雅也 | 御香宮神社（京都府京都市）                                           | 16.4%  |
| 第38回                                                                                         | 2011年10月2日  | 最強の乳母 | 最強的奶娘   | 野田雄介   | 帶解寺（奈良縣奈良市）                                               | 15.9%  |
| 第39回                                                                                         | 2011年10月9日  | 運命の対面 | 命運的面對   | 清水拓哉   | 常高寺（福井縣小濱市）                                               | 15.7%  |
| 第40回                                                                                         | 2011年10月16日 | 親の心     | 父母心       | 伊勢田雅也 | 春日局（福）像（東京都文京區）                                       | 15.2%  |
| 第41回                                                                                         | 2011年10月23日 | 姉妹激突！ | 姊妹衝突！   | 伊勢田雅也 | 方廣寺（京都府京都市）                                               | 17.0%  |
| 第42回                                                                                         | 2011年10月30日 | 大坂冬の陣 | 大坂冬之陣   | 野田雄介   | 岡山（御勝山古墳）（大阪府大阪市）                                   | 16.1%  |
| 第43回                                                                                         | 2011年11月6日  | 淀、散る   | 淀凋零       | 野田雄介   | 生國魂神社內「鴫野神社（淀姫神社）」（大阪府大阪市）                 | 16.1%  |
| 第44回                                                                                         | 2011年11月13日 | 江戸城騒乱 | 江戶城騷動   | 桑野智宏   | 皇居東御苑（江戸城跡）（東京都千代田區） 金王八幡宮（東京都澀谷區）  | 15.6%  |
| 第45回                                                                                         | 2011年11月20日 | 息子よ     | 兒子啊！     | 伊勢田雅也 | 久能山東照宮（静岡県静岡市）                                         | 15.6%  |
| 第46回                                                                                         | 2011年11月27日 | 希望       | 希望         | 伊勢田雅也 | 東京都港区 神奈川縣鎌倉市 福井縣小濱市 京都府京都市                  | 19.1%  |
| （平均收視率17.7%對關東地區的調查）                                                            |                |            |              |            |                                                                      |        |
| 第1回於2011年1月9日播映。全46回。第1回與最終回為擴大版75分鐘。                                 |                |            |              |            |                                                                      |        |
| 註1：因3月11日，日本宮城縣下午2點46分左右（當地時間），發生芮氏規模9.0強震，所有電視劇暫停播出 |                |            |              |            |                                                                      |        |

### 伴隨東日本大震災的影響
由於2011年3月11日發生東日本大震災，NHK暫停所有普通節目而轉變災害報道，又決定了預計3月12日播出的第9回重播與3月13日播出的第10回首播都推遲1週。大河劇的停播，是隨著1989年1月昭和天皇崩御的『春日局』停播以來相隔22年的（除了選舉開票報導、體育比賽現場直播等有計劃的停播以外）。

### 總集版
| 放送回 | 放送日   | 放送時間      | 收視率 |
| ------ | -------- | ------------- | ------ |
| 第1回  | 12月29日 | 07:20 - 09:10 |        |
| 第2回  | 12月30日 | 07:20 - 09:10 |        |

## 相關商品
官方書籍
- NHK大河劇故事 江～公主們的戰國～ 前篇（ISBN 978-4-14-923356-7 2010年12月18日發售）
- NHK大河劇故事 江～公主們的戰國～ 後篇（ISBN 978-4-14-923357-4 2011年5月29日發售）
- NHK大河劇 歷史手冊 江～公主們的戰國～（ISBN 978-4-14-910766-0 2010年12月21日發售）

小說
- 江~公主們的戰國~ 上（NHK出版 ISBN 978-4-14-005570-0 2009年10月31日發售）
- 江~公主們的戰國~ 下（NHK出版 ISBN 978-4-14-005571-7 2010年1月29日發售）
- 翻新版 江~公主們的戰國~ 上（NHK出版 ISBN 978-4-14-005594-6 2010年11月12日發售）
- 翻新版 江~公主們的戰國~ 中（NHK出版 ISBN 978-4-14-005595-3 2010年11月12日發售）
- 翻新版 江~公主們的戰國~ 下（NHK出版 ISBN 978-4-14-005596-0 2010年11月12日發售）

原聲帶
- NHK大河劇「江～公主們的戰國～」原聲帶（2010年2月16日發售）

| 曲序 | 曲目       |
| ---- | ---------- |
| 1.   | （主題曲） |
| 2.   |            |
| 3.   |            |
| 4.   |            |
| 5.   |            |
| 6.   |            |
| 7.   |            |
| 8.   |            |
| 9.   |            |
| 10.  |            |
| 11.  |            |
| 12.  |            |
| 13.  |            |
| 14.  |            |
| 15.  |            |
| 16.  |            |
| 17.  |            |
| 18.  |            |
| 19.  |            |
| 20.  |            |
| 21.  |            |
| 22.  |            |

漫畫
- 江~公主們的戰國~ 1（ISBN 978-4-06-365635-0 2010年12月20日發售 講談社）
- 江~公主們的戰國~ 2（ISBN 978-4-06-376045-3 2011年4月13日發售 講談社）

## 外部連結
- NHK 江~公主們的戰國~官方網站（日語）
- 上野樹里、１１年大河「江～姫たちの戦国～」主演に抜てき！（日語）
- 緯來日本台 江·戰國三公主 官方網站 （页面存档备份，存于）（中文）
- 有線高清娛樂台 江·戰國三公主 官方網站 （页面存档备份，存于）（繁體中文）
- 互联网电影数据库（IMDb）上《江～公主們的戰國～》的资料（英文）

## 作品的變遷
| NHK综合频道／NHK世界台 周日晚间八点            | NHK综合频道／NHK世界台 周日晚间八点                                               | NHK综合频道／NHK世界台 周日晚间八点 |
| ---------------------------------------------- | --------------------------------------------------------------------------------- | ----------------------------------- |
|                                                | 江～公主戰國～ （2011.01.09 - 2011.11.27）                                        |                                     |
| 「坂上之雲」第二部 （2010.12.05 - 2010.12.26） | 「坂上之雲」第三部 （2011.12.04 - 2011.12.25） 平清盛 （2012.01.08 - 2012.12.23） |                                     |

| 緯來日本台 週一至週五 22:00至23:00               | 緯來日本台 週一至週五 22:00至23:00        | 緯來日本台 週一至週五 22:00至23:00   |
| ------------------------------------------------ | ----------------------------------------- | ------------------------------------ |
|                                                  | 江·戰國三公主 （2011.11.02 - 2012.01.04） |                                      |
| 月之戀人 （2011.10.20 - 2011.11.01）             | 龍之女 （2012.01.05 - 2012.01.18）        |                                      |
| 週一至週五 20:00至22:00（2013.09.19、09.20暫播） |                                           |                                      |
| 家政婦女王 （2013.08.22 - 2013.08.29）           | 戰國三公主 （2013.08.30 - 2013.10.03）    | 坂上之雲 （2013.10.04 - 2013.10.22） |

| 香港 高清娛樂台 星期一至五 22:30 - 23:30 4月30日及7月2日改為22:30 - 00:00  | 香港 高清娛樂台 星期一至五 22:30 - 23:30 4月30日及7月2日改為22:30 - 00:00 | 香港 高清娛樂台 星期一至五 22:30 - 23:30 4月30日及7月2日改為22:30 - 00:00 |
| -------------------------------------------------------------------------- | ------------------------------------------------------------------------- | ------------------------------------------------------------------------- |
|                                                                            | 江·戰國三公主 （2012.04.30 - 2012.07.02）                                 |                                                                           |
| 唐宮美人天下 （2012.03.12 - 2012.04.27）                                   | 藏心術·真假姊妹 （2012.07.03 - 2012.08.10）                               |                                                                           |
| 香港 有線第1台 星期一至五 22:30 - 23:30 12月26日及2月27日改為22:30 - 00:00 |                                                                           |                                                                           |
| 屋塔房王世子 （2012.11.19 - 2012.12.25）                                   | 江·戰國三公主 （2012.12.26 - 2013.02.27）                                 | Sign法證狂人 （2013.02.28 - 2013.04.03）                                  |

| 臺灣 東森戲劇台 星期一至五 18:00 - 20:00 · 4月20日為19:00 - 20:00 | 臺灣 東森戲劇台 星期一至五 18:00 - 20:00 · 4月20日為19:00 - 20:00 | 臺灣 東森戲劇台 星期一至五 18:00 - 20:00 · 4月20日為19:00 - 20:00 |
| ----------------------------------------------------------------- | ----------------------------------------------------------------- | ----------------------------------------------------------------- |
|                                                                   | 戰國三公主 （2016年4月20日 - 2016年5月19日）                      |                                                                   |
| 阿信 （2016年2月11日 - 2016年4月20日）                            | 老天爺啊！給我愛                                                  |                                                                   |